# Ding-a-dong
Pour les articles homonymes, voir Ding Dong.
Chansons représentant les Pays-Bas au Concours Eurovision de la chanson
I See a Star
(1974) The Party's Over
(1976)
Chansons ayant remporté le Concours Eurovision de la chanson
 Waterloo
(1974)  Save Your Kisses for Me
(1976)
Ding-a-dong est la chanson gagnante du Concours Eurovision de la chanson 1975, interprétée par le groupe néerlandais Teach-In. C'est la quatrième fois que les Pays-Bas remportent le concours.
Teach-In a également enregistré la chanson en néerlandais sous le titre de Dinge-dong, ainsi qu'en allemand sous le titre de Ding ding-a-dong.
Le titre s'inscrit dans la tradition des chansons onomatopéiques à l'Eurovision, comme Diggi-Loo Diggi-Ley, La, la, la ou Boom Bang-a-Bang.

## À l'Eurovision
Elle est intégralement interprétée en anglais et non en néerlandais, le choix de la langue à l'Eurovision étant libre entre 1973 et 1976. L'orchestre est dirigé par Harry van Hoof (nl).
Il s'agit de la première chanson interprétée lors de la soirée, avant The Swarbriggs qui représentaient l'Irlande avec That's What Friends Are For. À l'issue du vote, elle a obtenu 152 points, se classant 1re sur 19 chansons,.

## Reprises
La même année, en 1975, la chanson a été reprise en français par Rika Zaraï sous le titre Le Petit Train et en turc par Füsun Önal (tr) sous le titre Söyleyin Arkadaslar (« Dites à vos amis »).
En 2009, Ding-a-dong a été reprise par le groupe allemand beFour en allemand sur leur quatrième album studio Friends 4 Ever et est sortie comme le deuxième single en Allemagne, en Autriche et en Suisse. La chanson a atteint la 61e place du classement allemand la même année.

## Classements
| Classement (1975)                      | Meilleure position |
| -------------------------------------- | ------------------ |
| Allemagne (Media Control AG)           | 9                  |
| Belgique (Flandre Ultratop 50 Singles) | 2                  |
| Belgique (Flandre BRT Top 30 (nl))     | 4                  |
| Danemark (Top 10)                      | 1                  |
| France (IFOP)                          | 4                  |
| Norvège (VG-lista)                     | 1                  |
| Pays-Bas (Nederlandse Top 40)          | 3                  |
| Pays-Bas (Single Top 100)              | 3                  |
| Royaume-Uni (UK Singles Chart)         | 13                 |
| Suisse (Schweizer Hitparade)           | 1                  |